# Esquetx
Un esquetx, en l'àmbit de les arts, i en concret del teatre o del cinema, és una escena curta, de caràcter còmic, en què participen actors i que pot ser muntada en un teatre o transmesa per televisió. Pot aparèixer intercalada en l'acció d'una pel·lícula, obra de teatre, ràdio o televisió.
Els esquetxos, que solien usar-se en els vodevils, han estat incorporats a espectacles de varietats, programes còmics, entreteniment per a adults, programes d'entrevistes i alguns espectacles infantils. Sovint, l'esquetx és improvisat pels actors la primera vegada que s'escenifica i el resultat és transcrit posteriorment a manera de llibret.